# フィランソロピー・LPGAプレイヤーズ・チャンピオンシップ
フィランソロピー・LPGAプレイヤーズ・チャンピオンシップ（Philanthropy LPGA Players Championship）は、2006年から2008年まで開催されていた日本女子プロゴルフ協会公認の女子プロゴルフトーナメントである。

## 概要
本大会はサブタイトルに「日本プロゴルフ殿堂設立支援大会」としており、将来的な日本版ゴルフ殿堂の設立を目指す他、メインスポンサー（主催者）である特定非営利活動法人「NPOスポーツフィランソロピー協会」が、働く女性の支援・育児・健康などの支援をするチャリティー活動を行うことを目指していた。
大会は前年度の女子プロゴルフツアーの賞金上位選手などが出場するもので、メジャー大会と同じく4日間ストロークプレーで優勝を争っていた。
大会の特別協賛社は2007年の第2回大会はクラシエホールディングスを始めとしたクラシエグループ（旧・カネボウ）が、2008年の第3回大会はカゴメが務めていたが、2009年大会のスポンサー探しが難航。結局、2008年12月16日に発表されたツアー日程から漏れ、わずか3回で幕を下ろすことになった。
賞金総額は1億3000万円、優勝賞金は2340万円で、賞金の1割が前述のチャリティー活動に寄付されていた。

## 歴代優勝者
| 回数  | 開催時期            | 優勝者 | 開催地 | 開催ゴルフ場                                  |
| ----- | ------------------- | ------ | ------ | --------------------------------------------- |
| 第1回 | 2006年7月20日〜23日 | 全美貞 | 茨城県 | 潮来カントリー倶楽部                          |
| 第2回 | 2007年7月19日〜22日 | 張娜   | 千葉県 | 習志野カントリークラブ キング・クイーンコース |
| 第3回 | 2008年7月24日〜27日 | 全美貞 | 千葉県 | 習志野カントリークラブ キング・クイーンコース |

## テレビ中継
地上波はテレビ朝日系列で3日目は関東ローカル（ただし北海道テレビ放送、青森朝日放送など深夜に時差ネットした局あり）、最終日は全国ネットで中継していた。またBSデジタル放送のBS朝日では予選ラウンド2日間を深夜に録画中継を行っていた。